# Carlo Lafranchi
Carlo Lafranchi (* 22. Juli 1924 in Altdorf UR; † 1. April 2003 in Langenthal) war ein Schweizer Radrennfahrer.

## Sportliche Laufbahn
Lafranchi war im Strassenradsport aktiv. Als Amateur wurde er in der Meisterschaft von Zürich 1945 Dritter. 1952 siegte er in der Stausee-Rundfahrt Klingnau vor Eugen Kamber. In der nationalen Meisterschaft im Strassenrennen 1952 wurde er hinter Gottfried Weilenmann Zweiter. 1955 kam er in der Meisterschaft von Zürich hinter Max Schellenberg auf den zweiten Rang.
Die Tour de France fuhr er zweimal: 1952 wurde er 52. und 1953 61. der Gesamtwertung. In der Tour de Suisse war er neunmal am Start. Der 21. Platz 1952 war sein bestes Resultat in der Gesamtwertung. Bei den Straßenradsport-Weltmeisterschaften 1952 kam er auf den 36. Platz.

## Berufliches
Er eröffnete in Madiswil ein Fahrradgeschäft, das von seinem Sohn weitergeführt wurde.

## Familiäres
Sein Sohn Carlo Lafranchi war ebenfalls Radrennfahrer.